# هورم
هورم (به آلمانی: Hürm) یک منطقهٔ مسکونی در اتریش است که در ناحیه ملک واقع شده‌است. هورم ۱٬۷۰۲ نفر جمعیت دارد.